# ده كهنة حميد أباد (باتاوة)
ده کهنة حمید أباد (بالفارسية: ده کهنه حمیدآباد) هي قرية تقع في إيران في قسم باتاوة الريفي. يقدر عدد سكانها بـ 333 نسمة بحسب إحصاء 2016.